# 널 기다리며
"널 기다리며"는 2016년에 개봉한 대한민국의 영화이다.

## 캐스팅
- 심은경 : 남희주 역
- 윤제문 : 조대영 반장 역
- 김성오 : 김기범 역
- 오태경 : 정민수 역
- 정해균 : 유 형사 역
- 안재홍 : 차대섭 형사 역
- 김원해 : 반 과장 역
- 정찬훈 : 남일회 반장 역
- 한서진 : 어린 희주 역
- 이갑선 : 이 형사 역
- 은지혜 : 콜걸 역
- 강석호 : 홍진 역
- 오금혁 : 어린 기범 역
- 허승재 : 어린 민수 역
- 주부진 : 대영 모 역
- 안세호 : PC방 주인 역
- 옥주리 : 유가족 8 역
- 엄지만 : 유가족 11 역
- 박대규 : 유가족 14 역
- 성홍일 : 강력2팀 반장 1 역
- 김은우 : 강력2팀 형사 1 역
- 손경원 : 강력2팀 형사 5 역
- 구본진 : 구급대원 역
- 이지석 : 자경대원2 역
- 유은선 : 건욱엄마 역 (우정출연)
- 김건욱 : 건욱 역 (우정출연)
- 김서라 : 희주 모 역 (특별출연)
- 지대한 : 희주 모 남편 역 (특별출연)
- 김홍파 : 경찰서장 역 (특별출연)

## 수상 내역
- 2016년 제36회 황금촬영상 촬영상 은상 - 최상호